# Mực muối sắt

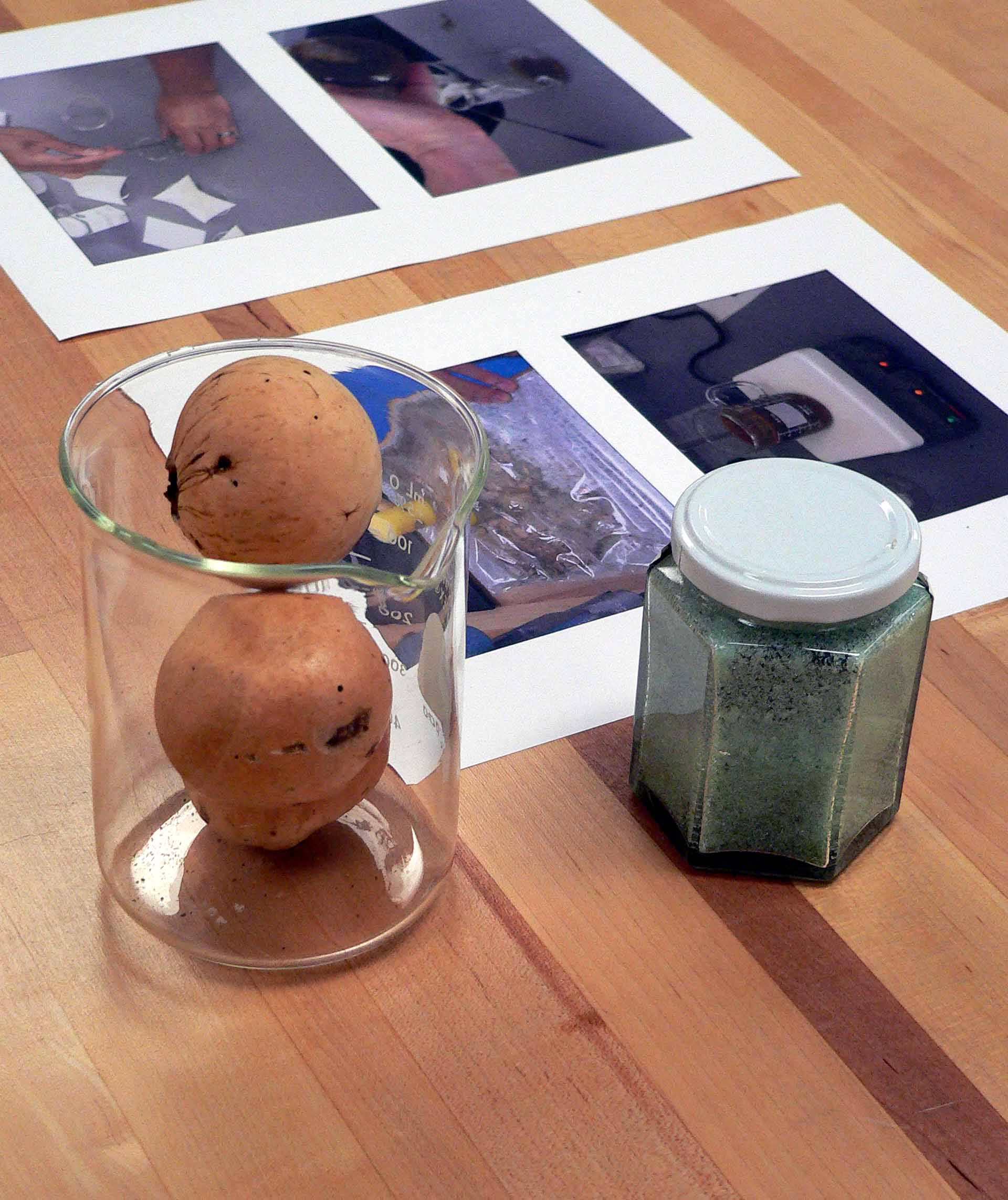
Mụn cây sồi và tinh thể sắt(II) sunfat, thành phần của mực muối sắt

Mực muối sắt (tiếng Anhː iron gall ink, common ink, standard ink, oak gall ink hoặc iron gall nut ink) là một loại mực màu tím đen hoặc nâu đen có thành phần muối sắt và axit tannic từ các nguồn thực vật. Đó cũng là công thức mực tiêu chuẩn được sử dụng ở châu Âu trong khoảng thời gian giữa thế kỷ 5 cho đến thế kỷ 19, vẫn được sử dụng rộng rãi vào thế kỷ 20. Ngày nay mực muối sắt dần bị thay thế nhưng vẫn có vai trò nhất định trong một số lĩnh vực.

## Chuẩn bị và sử dụng

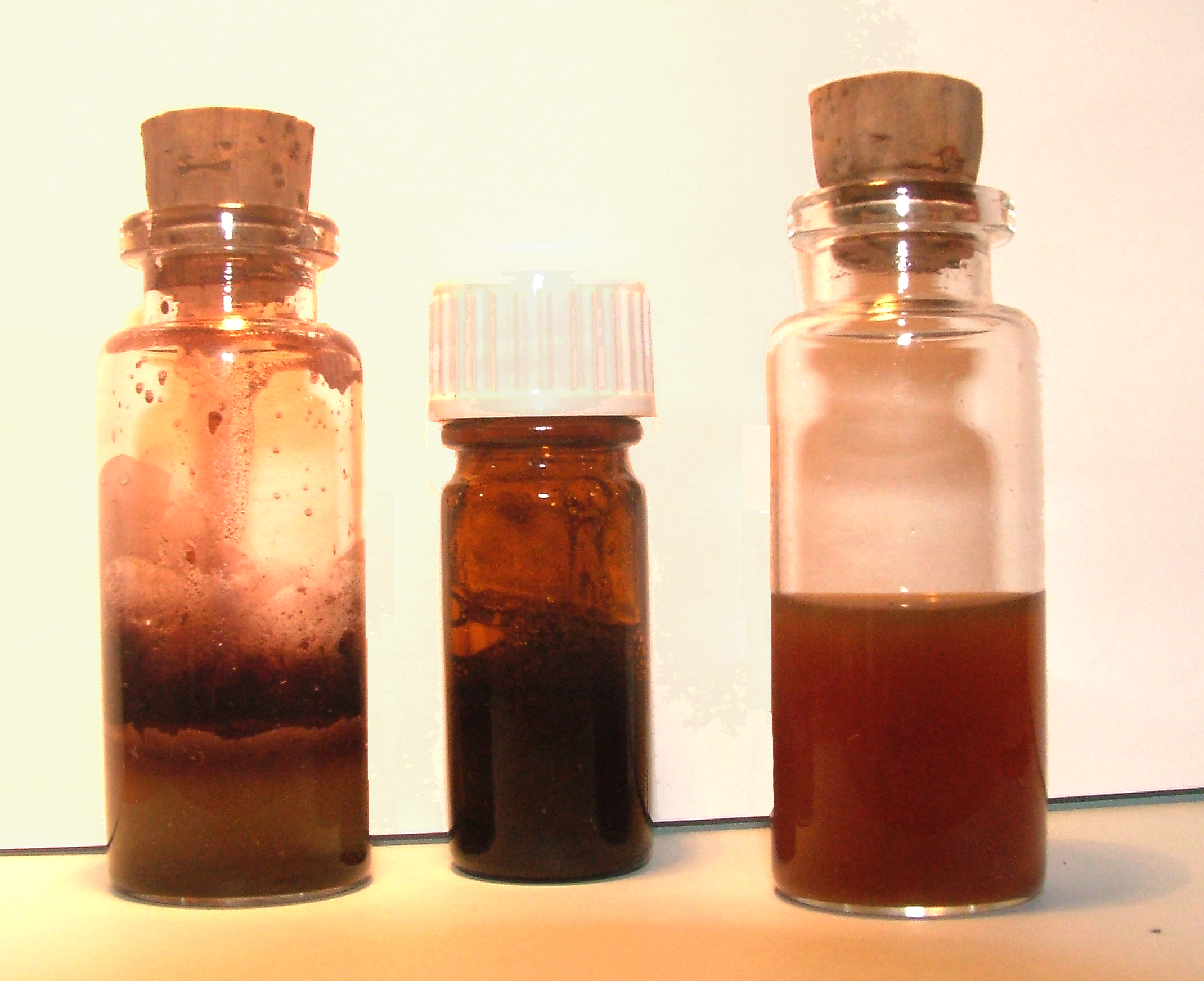
Mực muối sắt tự làm. Bình bên trái đựng một dung dịch muối sắt và giấm. Bình bên phải là chiết xuất mụn cây sồi trong nước. Cả hai được trộn ngay trước khi sử dụng để tạo ra mực (bình ở giữa)

Theo truyền thống, mực muối sắt được chuẩn bị bằng cách thêm một ít sắt(II) sunfat (FeSO4) vào dung dịch axit tannic, nhưng có thể sử dụng bất kỳ muối sắt nào tan. Axit gallotannic (một trong hai dạng trạng thái của axit tannic, dạng kia là axit quercitannic) thường được chiết xuất từ mụn cây sồi (oak galls) hoặc mụn cây (galls) khác, vì thế mà được đặt tên như vậy (gallotannic). Lên men hoặc thủy phân dịch chiết giải phóng glucose và axit gallic.
Khi pha mực, dịch chiết lên men sẽ được trộn với sắt(II) sunfat. Sau khi lọc, dung dịch màu xám nhạt này được thêm vào chất kết dính (phổ biến nhất là gôm arabic) và được sử dụng để viết trên giấy hoặc giấy da. Mực muối sắt chất lượng sẽ dần dần chuyển sang màu tím đen đậm vì axit gallic phản ứng với muối sắt(II) và sau đó với oxi không khí tạo thành sắt(III) gallate. Chất này khi viết hay vẽ ra sẽ bám chắc vào giấy và không thể bị xóa bằng cách chà hoặc rửa (không giống như mực Tàu hoặc các công thức mực khác). Nét chữ hay hình vẽ chỉ có thể được xóa bằng cách cạo một lớp mỏng khỏi bề mặt viết.

## Cơ chế hóa học của mực muối sắt

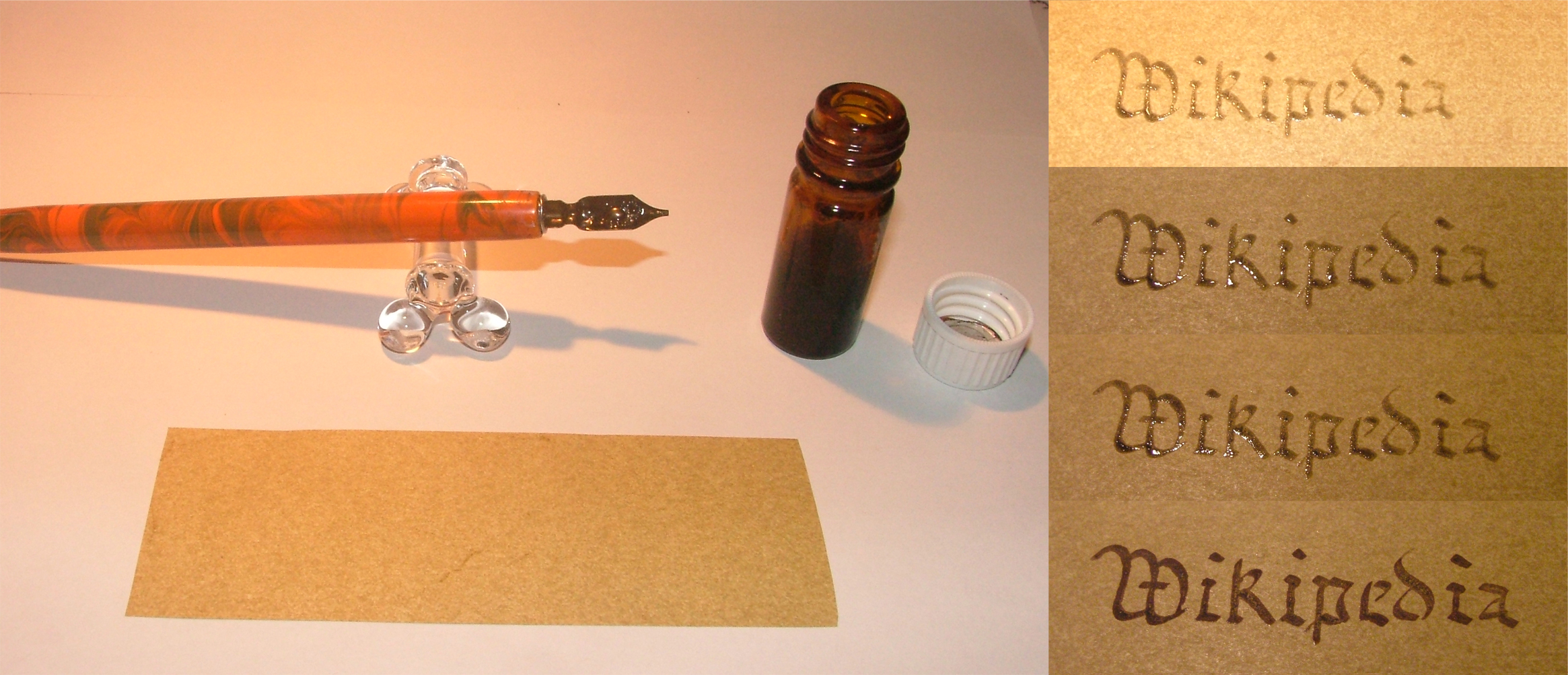
Nét chữ sử dụng mực muối sắt tự chế cho thấy màu mực tối đi khi viết lại sau một lúc dừng viết

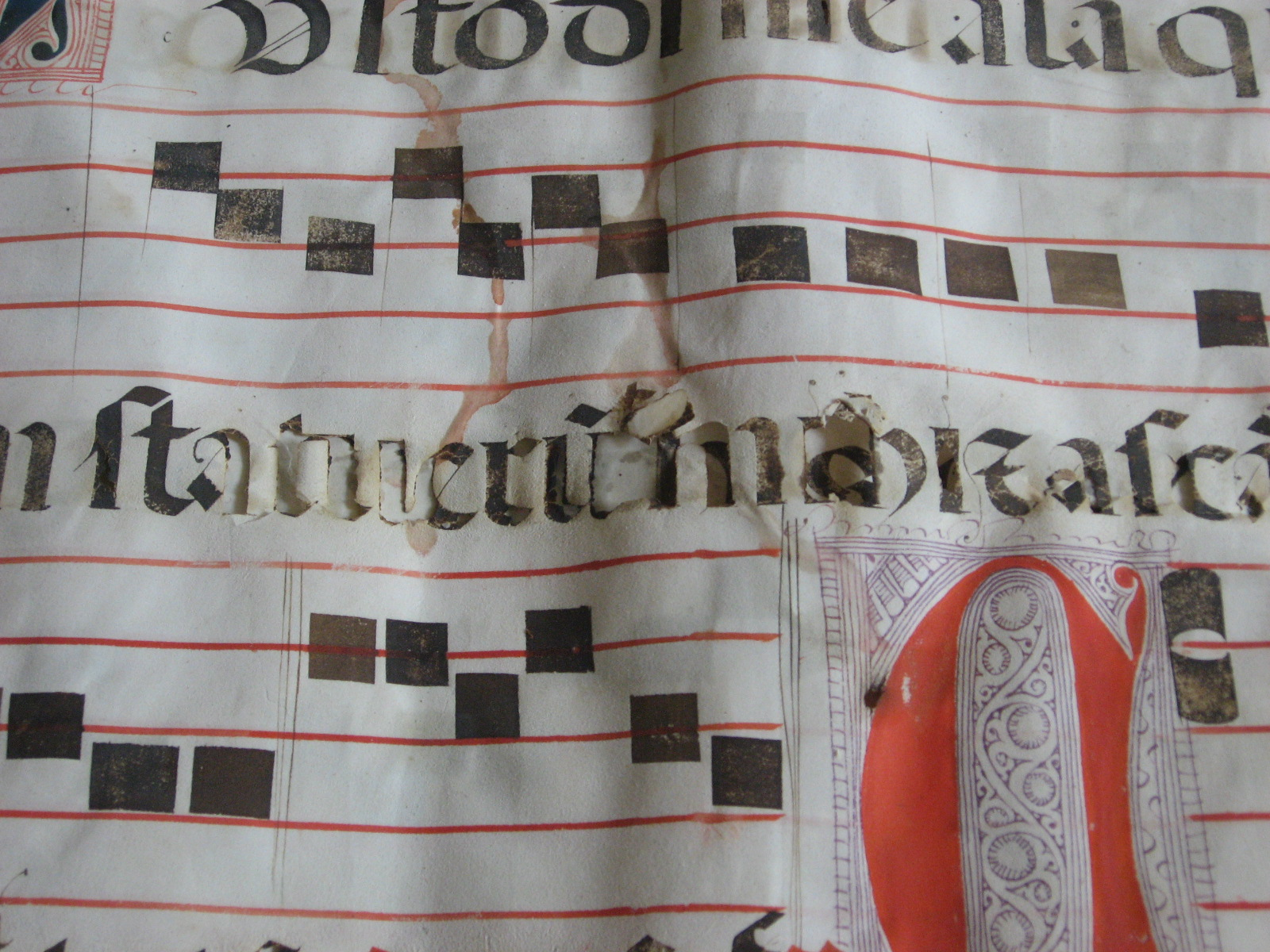
Mực muối sắt làm cho giấy và giấy da bị ăn mòn

Bằng cách trộn tannin với sắt(II) sunfat, một phức chất sắt(II) tannate tan trong nước được hình thành. Vì độ hòa tan cao của nó, mực có thể thấm vào cấu trúc  giấy, khiến nó khó xóa. Khi tiếp xúc với không khí, nó chuyển thành sắt(III) tannate có màu tối hơn. Sản phẩm này không tan trong nước, góp phần tạo nên sự bền màu của loại mực này.
Quá trình tối màu của mực là do sự oxy hóa khử các ion sắt từ trạng thái Fe2+ sang Fe3+ bởi oxi không khí. Vì lý do đó, mực lỏng cần được lưu trữ trong bình kín và thường không thể sử dụng được sau một thời gian. Các ion sắt phản ứng với axit tannic hoặc một số hợp chất dẫn xuất của nó (có thể là axit gallic hoặc pyrogallol) để tạo thành một polyme cơ kim.
Mực muối sắt có tính axit. Tùy thuộc vào bề mặt viết chữ được sử dụng mà mực muối sắt có thể lưu vết mực khó coi ở mặt bên kia (phổ biến nhất là giấy da hoặc giấy). Cuối cùng, nó có thể ăn mòn bề mặt viết và điều này được tăng tốc bởi nhiệt độ cao và độ ẩm. Tuy nhiên có một số bản thảo viết bằng mực này như tác phẩm Book of Magical Charms đã tồn tại hàng trăm năm mà giấy viết không bị hỏng.

## Lịch sử
Các công thức đầu tiên của mực muối sắt được cho là của Gaius Plinius Secundus. Nhiều bản thảo nổi tiếng và quan trọng đã được viết bằng mực muối sắt, bao gồm Codex Sinaiticus, cuốn Kinh Thánh lâu đời nhất, đầy đủ nhất hiện được biết đến, được cho là được viết vào giữa thế kỷ 4. Do dễ dàng tạo ra mực muối sắt có chất lượng bền bỉ và chống thấm nước, loại mực này đã được ưa chuộng cho các nhà ghi chép ở châu Âu cũng như quanh Địa Trung Hải. Các bản thảo còn sót lại từ thời Trung Cổ cũng như thời Phục Hưng cho thấy điều này vì đại đa số được viết bằng mực muối sắt, số ít hơn được viết bằng muội than. Nhiều bức vẽ của Leonardo da Vinci đã được thực hiện bằng mực muối sắt. Luật đã được ban hành tại Anh và Pháp quy định thành phần của mực muối sắt cho tất cả các hồ sơ hoàng gia và pháp lý để đảm bảo thông tin được lưu trữ lâu dài nhất có thể.
Sự phổ biến của mực muối sắt đã đi khắp thế giới trong thời kỳ thuộc địa và hơn thế nữa. Dịch vụ Bưu điện Hoa Kỳ có công thức chính thức riêng cho mực này để sử dụng trong tất cả các chi nhánh bưu điện. Mãi đến khi mực sản xuất hóa học được phát minh vào nửa cuối thế kỷ 20, mực muối sắt mới thoái lui khỏi sự phổ biến đang có.

## Thoái trào
Sự bền bỉ và khả năng chống nước của mực muối sắt khiến nó trở thành loại mực viết tiêu chuẩn ở châu Âu trong hơn 1.400 năm và ở Mỹ sau thời thuộc địa. Việc sử dụng và sản xuất của nó chỉ bắt đầu giảm trong thế kỷ 20, khi các công thức chống thấm nước khác (phù hợp hơn để viết trên giấy) đã có sẵn. Ngày nay, mực muối sắt được sản xuất bởi một số ít công ty và được sử dụng bởi những người đam mê bút máy và nghệ sĩ, nhưng có ít ứng dụng thực tế hơn.

## Sử dụng cho bút máy

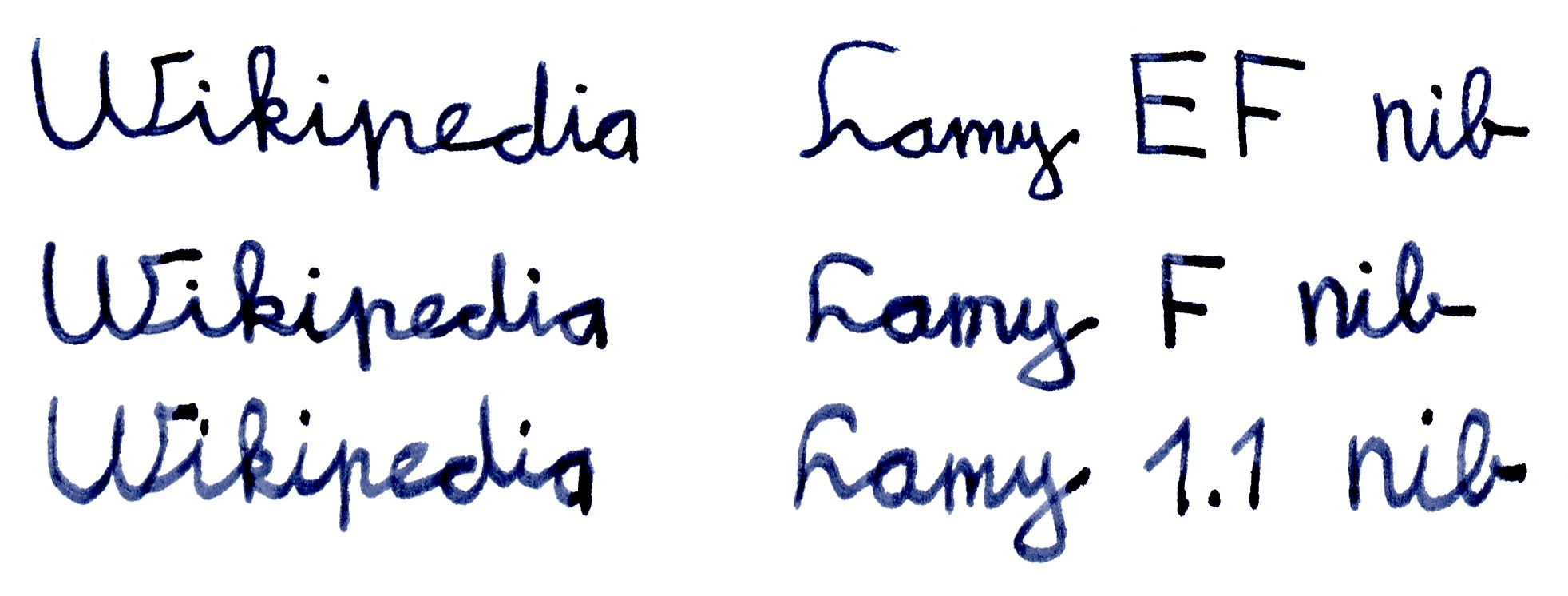
Bút máy viết thử bằng mực muối sắt xanh đen của hãng Ecclesiastical Stationery Supplies Registrars Ink, được sử dụng tại Vương quốc Anh cho các tài liệu chính thức

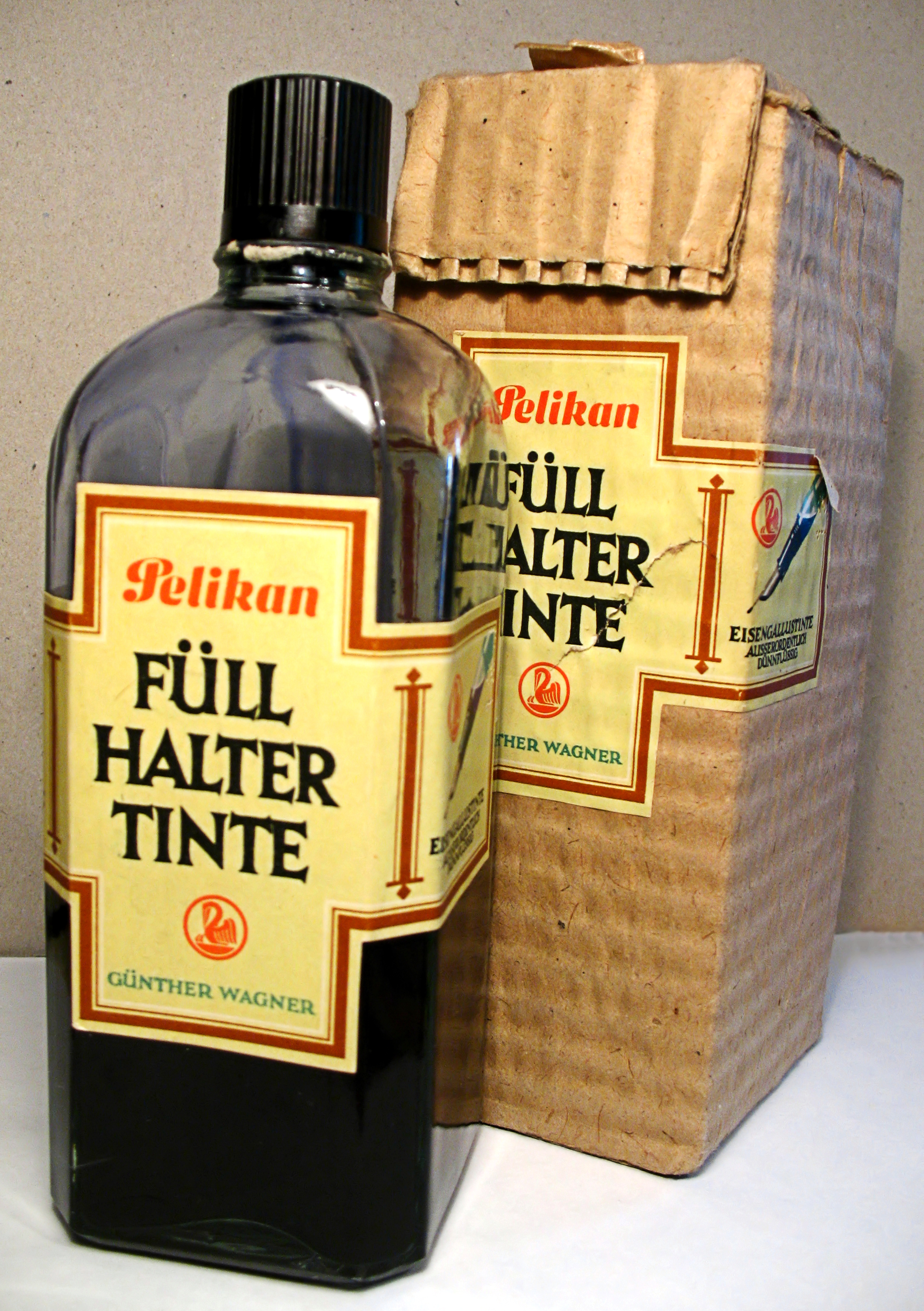
Mực muối sắt cho bút máy đóng trong chai 0,5 lít với hộp đựng, khoảng những năm 1950

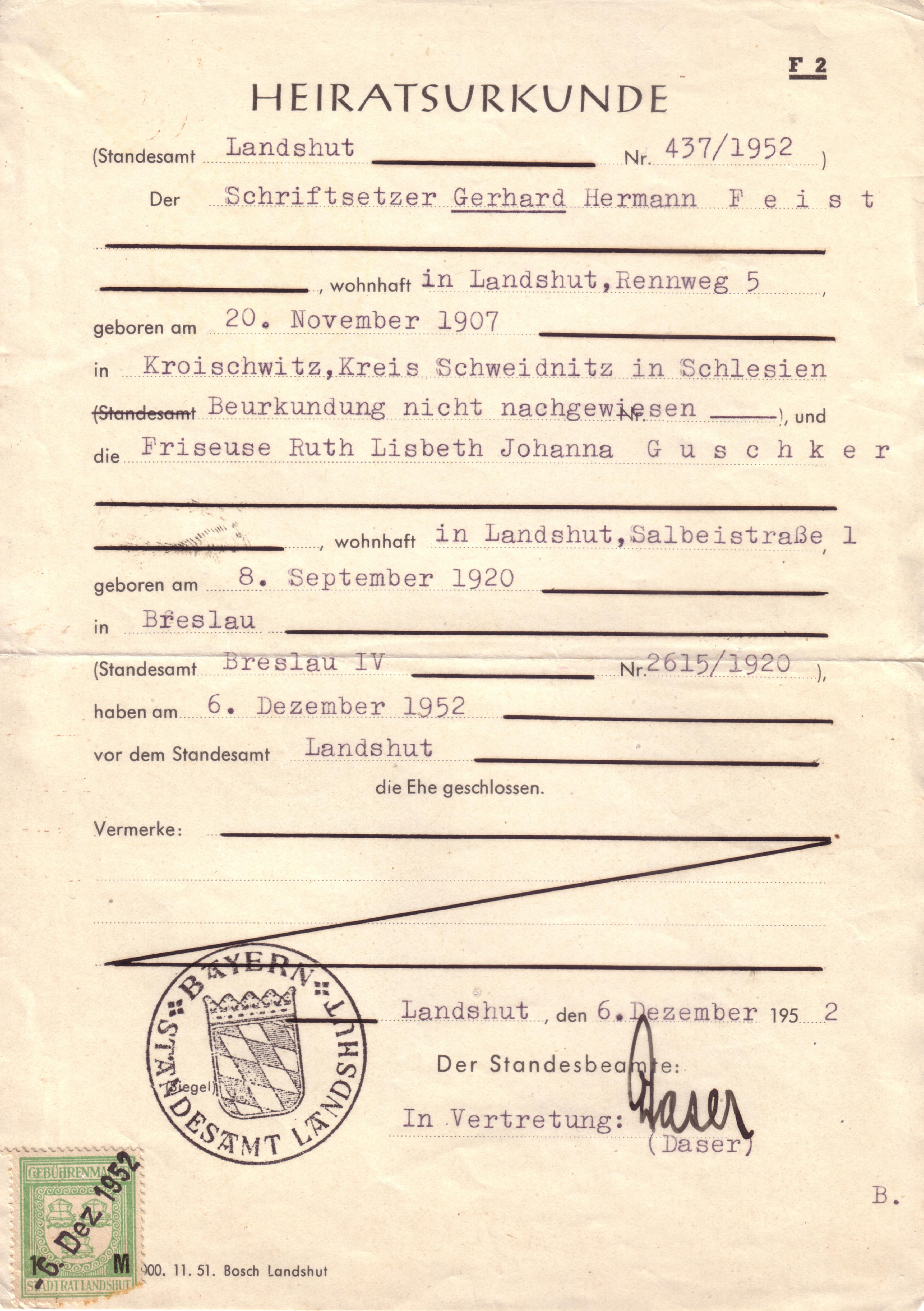
Giấy chứng nhận kết hôn của Đức cấp ngày 6 tháng 12 năm 1952 tại Landshut được ký bằng mực muối sắt

Mực muối sắt truyền thống dành cho bút nhúng, không phù hợp với bút máy hoạt động theo nguyên tắc mao dẫn. Việc tích lũy kết tủa sắt(III) gallate trong ruột bút có thể làm tắc nghẽn mao dẫn bút máy. Hơn nữa, mực muối sắt truyền thống có tính axit cao có thể ăn mòn các bộ phận bút máy kim loại (một hiện tượng oxy hóa khử). Những hiện tượng này có thể phá hủy chức năng của bút máy.
Hiện nay đã có các công thức mực muối sắt cải tiến dùng cho bút máy, chẳng hạn như mực đóng chai màu xanh đen của Lamy (ngừng sản xuất năm 2012), Montblanc (ngừng sản xuất năm 2012), Chesterfield Archival Vault (ngừng sản xuất năm 2016), Diamine Registrar's Ink, Ecclesiastical Stationery Supplies Registrars Ink, Hero 232 và Organics Studios Aristotle Iron Gall. Các nhà sản xuất còn cung cấp một số loại khác ngoài màu xanh đen như Gutenberg Urkundentinte G10 Schwarz (mực giấy chứng nhận G10 đen), mực KWZ Iron Gall, mực Platinum Classic, mực Rohrer & Klingner "Salix" và "Scabiosa" (màu xám tím), mực Stipula Ferrogallico cho bút máy.
Những loại mực muối sắt hiện đại này chứa một lượng nhỏ hợp chất sắt(II) gallate, lượng này đã được tối ưu hóa thông qua tính toán lượng chất tham gia và sản phẩm của phản ứng oxy hóa - khử sắt. Các loại mực cổ điển thường chứa axit dư thừa không phản ứng trong quá trình oxy hóa các hợp chất sắt(II) do đó làm hỏng bút máy. Do đó các công thức hiện đại có xu hướng sử dụng axit clohydric HCl trong khi nhiều loại mực cổ điển sử dụng axit sulfuric H2SO4. Axit clohydric là một chất dễ bay hơi khỏi dung dịch, do đó mực muối sắt hiện đại ít có khả năng làm hỏng giấy hơn mực cổ điển và cũng giữ gìn các thành phần kim loại hơn, nhưng vẫn xảy ra vấn đề nếu dùng mực trong thời gian dài. Các nhà sản xuất hoặc phân phối mực muối sắt hiện đại dùng cho bút máy đôi khi khuyên dùng cách làm sạch kỹ lưỡng hơn bình thường - đòi hỏi mực phải được xả ra thường xuyên bằng nước để tránh tắc nghẽn hoặc ăn mòn các bộ phận mỏng manh. Các bước sau được tiến hành lần lượt để làm sạch hoàn toàn mực muối sắt ra khỏi bút máyː rửa bút (trong và ngoài) liên tục bằng nước, giấm pha loãng hoặc axit citric (để loại bỏ các hợp chất muối sắt còn sót lại), rửa lại nước, sau đó rửa amonia pha loãng (nếu cần để loại bỏ các vết nhuộm màu còn sót lại), rửa nước thường lại lần cuối.
Thuốc nhuộm trong các công thức mực muối sắt hiện đại chỉ là chất màu tạm thời để làm cho loại mực này nhìn thấy rõ khi sử dụng. Sắt(II) gallate thông qua quá trình oxy hóa chậm sẽ thay đổi màu sắc dần dần tạo ra màu xám đen khi khô hoàn toàn và làm cho chữ viết không thấm nước. Tính chất thay đổi màu của mực cũng phụ thuộc vào đặc tính của giấy được sử dụng. Nhìn chung, quá trình lên màu sẽ nhanh hơn và rõ ràng hơn trên giấy có dư lượng chất tẩy trắng tương đối cao.
Mặc dù không được sử dụng phổ biến trong thế kỷ 21 như bút mực hay bút máy thông thường, mực muối sắt hiện đại vẫn được sử dụng để viết giấy tờ cần lưu trữ lâu dài. Tại Anh, việc sử dụng mực chuyên dùng màu xanh đen đặc biệt của hãng Registrars' Ink có chứa các hợp chất sắt(II) gallate là bắt buộc ở các văn phòng đăng ký cho các tài liệu chính thức như giấy khai sinh, giấy chứng nhận kết hôn, giấy chứng tử và sổ nhật ký của giáo sĩ. Ở Đức, việc sử dụng mực màu xanh hoặc đen đặc biệt urkunden- oder dokumentenechte Tinte hoặc mực vĩnh viễn là bắt buộc trong notariellen Urkunden (tạm dịchː công chứng dân sự hoặc các hoạt động pháp lý khác).

### Quy định của Đức đối với mựcUrkundentinte(1933)
- Trong một lít mực phải có ít nhất 27 g axit tannic và axit gallic, ít nhất 4 g sắt. Hàm lượng sắt tối đa là 6 g/l.
- Sau 14 ngày bảo quản trong bình thủy tinh, mực không tạo vết trong bình hoặc không lắng cặn.
- Văn bản viết bằng mực này sau tám ngày được rửa bằng nước và rượu thì màu mực phải rất tối.
- Mực phải chảy dễ dàng từ bút và không dính ngay sau khi khô.[17]

### Công thức "mực tiêu chuẩn" của chính phủ Hoa Kỳ (1935)
- 11,7 g axit tannic.
- 3,8 g axit gallic C6H2(OH)3COOH.
- 15 g sắt(II) sunfat.
- 3 cm³ axit clohydric (hạn chế tạo kết tủa).
- 1 g phenol C6H5OH (chất diệt khuẩn).
- Thuốc nhuộm anilin màu xanh nước biển 3,5 g.
- 1000 cm³ nước cất.[18]

Raymond Wailes (1935) cũng đề cập đến thuốc nhuộm tím methyl có thể được dùng để tạo ra một loại mực muối sắt màu tím mà không cho biết lượng chất cần dùng. Để tránh chất bảo quản phenol độc hại trong công thức tiêu chuẩn của chính phủ Hoa Kỳ, 2 g axit salicylic C6H4(OH)COOH được sử dụng như một chất thay thế an toàn hơn để ngăn ngừa nấm mốc. Hiệu quả của các chất bảo quản này đều gia tăng trong môi trường axit của HCl.

### Tiêu chuẩn Ấn Độ 220 (1988)
Ở Ấn Độ, IS 220 (1988): Fountain Pen Ink – Ferro-gallo Tannate (tạm dịchː Tiêu chuẩn mực bút máy từ sắt(II) tannate) đang được sử dụng. Tiêu chuẩn này lần đầu được thông qua vào ngày 21 tháng 11 năm 1988, được sửa đổi lần 3 năm 2010. IS 220 quy định các yêu cầu, phương pháp lấy mẫu và thử nghiệm đối với mực bút máy từ sắt(II) tannate chứa không ít hơn 0,1% sắt.
Phụ lục M quy định rằng mực muối sắt tham chiếu IS 220 phải được chuẩn bị theo công thức sau:
- Axit tannic 4,0 g.
- 1,5 g axit gallic.
- 5,5 g tinh thể sunfat sắt FeSO4·7H2O.
- 5,0 g axit clohydric đậm đặc.
- Thuốc nhuộm màu xanh 5,0 g (tham chiếu IS 8642: 1977).
- Thuốc nhuộm tạm thời (đối với các loại mực ngoài màu xanh đen) theo lời khuyên của nhà cung cấp.
- Phenol (tham chiếu IS 538: 1968).
- Nước cất pha vừa đủ tổng thể tích một lít.

Không được sử dụng mực tiêu chuẩn IS 220 trong hơn một tháng sau ngày chuẩn bị và phải bảo quản trong bình mực màu hổ phách (xem IS 1388: 1959).